# Astrid Andreasen

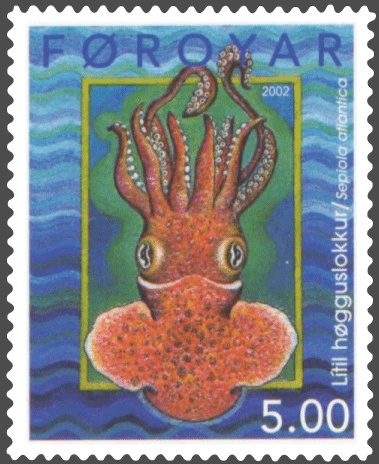
Der Tintenfisch Sepiola atlantica auf einer Färöischen Briefmarke vom 11. Februar 2002. Der amerikanisch-isländische Briefmarkenkritiker Don Brandt hierzu respektvoll: „Dieses Geschöpf können nur Meeresforscher schön finden.“

Astrid Jóhanna Andreasen (* 31. Juli 1948 in Vestmanna) ist eine färöische Künstlerin, Briefmarkengestalterin und wissenschaftliche Illustratorin.
Andreasen wuchs in Vestmanna auf, ihr Vater Andreas Andreasen (1906–1974) war Lehrer, ihre Mutter Daniella Andreasen Hausfrau. Andreasen fing schon früh mit der Kunst an, indem sie die Gedichtbände ihres Vaters illustrierte. 1968 bis 1970 ging sie im dänischen Kerteminde auf die Handwerksschule mit der Absicht, Lehrerin für Stickerei zu werden. 1974 machte sie eine Ausbildung zur Ergotherapie an der Beskæftigelsesvejlederskolen in Hellerup. In den 1970er Jahren arbeitete sie als Therapeutin im Nationalkrankenhaus in Tórshavn, wo sie geistig Behinderten beibrachte, sich mit Stickerei, Malerei und anderen Kunstformen auszudrücken. Ab 1984 bis 1986 lernte sie auf der Kunstakademie in Aarhus Zeichnen und bildliche Weberei und 1990 bis 1991 auf der Gerlesborg-Kunsthochschule (Gerlesborgsskolan) sowie in der Marinebiologiestation auf Tjärnö (Schweden) wissenschaftliche Illustration mit dem Schwerpunkt Meerestiere.
Astrid Andreasen arbeitete von 1999 bis 2016 als wissenschaftliche Illustratorin für das Historische Museum der Färöer. Als Künstlerin ist sie vor allem für ihre Textilkunst bekannt, die auch in der Sammlung des Kunstmuseums der Färöer vertreten ist. Zusammen mit ihrer Tochter Katrin (* 1971) erschuf Andreasen 2005 das Altarbild der Kirche von Vestmanna, einen Lebensbaum aus Holz und Metall. Unter den Sammlern der Briefmarken des Postverk Føroya ist Andreasen international bekannt. 
2018 wurde Andreasen mit der mit 75.000 Kronen dotierten Ehrengabe des Landes ausgezeichnet. Andreasen lebt mit ihrem Ehemann in Tórshavn.